# Gia Long
Kaiser Gia Long (Hán tự: 嘉隆; * 8. Februar 1762 in Huế; † 3. Februar 1820 ebenda) war der Begründer und erste Kaiser der vietnamesischen Nguyễn-Dynastie, er bekleidete dieses Amt vom 1. Juni 1802 bis zu seinem Tod. Sein eigentlicher Name war Nguyễn Phúc Ánh (阮福映, auch 阮福暎), kurz Nguyễn Ánh (阮映), oder auch Nguyễn Phúc Chủng (阮福種).

## Leben
In dem der Tây-Sơn-Rebellion folgenden Bürgerkrieg hatte 1777 die Tây-Sơn-Dynastie das gesamte Land der Nguyễn besetzt. Nguyễn Phúc Ánh floh als einziger Überlebender der Nguyễn-Dynastie nach Siam und bat den dortigen König um Hilfe. Er kehrte mit siamesischen Truppen zurück, wurde aber besiegt und musste erneut fliehen, während der Bürgerkrieg fortdauerte.
1800 eroberte Nguyễn Phúc Ánh mit Unterstützung der Franzosen die Tây-Sơn-Festung in Quy Nhơn und 1801 Phú Xuân (nahe Huế), die Hauptstadt der Tây Sơn. 1802 besiegte er in Thăng Long (dem heutigen Hanoi) Quang Trungs Sohn Quang Tuản sowie viele Tây-Sơn-Generäle. Damit hatte er den Krieg gewonnen und erklärte sich unter der Ärabezeichnung (niên hiệu 年號) Gia Long (嘉隆 glückverheißend und wohlhabend) zum Kaiser, dem ersten der Nguyễn-Dynastie. Man beachte dabei, dass das erste Zeichen der Ärabezeichnung identisch mit dem des Jiāqìng-Kaisers von China 嘉慶 ist, sicherlich kein Zufall.
Unter seiner Herrschaft wurden die Nachbarländer Laos und Kambodscha nach Feldzügen zu Vasallenstaaten Vietnams.
1804 verlegte Gia Long die Hauptstadt nach Huế.
Der Name „Việt Nam“ entstand auf Initiative Gia Longs: 1802 ersuchte er den chinesischen Jiāqìng-Kaiser um die Erlaubnis, das Land von Đại Việt 大越 in Nam Việt 南越 umbenennen zu dürfen. Dieser ordnete allerdings die beiden Silben um zu Việt Nam 越南, um Verwechslungen mit dem alten Königreich Nam Việt unter Triệu Đà 趙佗 (Zhào Tuó) zu verhindern, umfasste dieses Reich doch einen Teil dessen, was später Südchina wurde.